# 祢津東町歌舞伎
祢津東町歌舞伎（ねつひがしまちかぶき）は、長野県東御市に伝承されている地芝居である。

## 概要
長野県東御市祢津地区には、文化年間に建築されたふたつの歌舞伎舞台が現存している。そのひとつである東町の歌舞伎舞台に
寛延4年（1751年）銘の「踊大小入」木箱（歌舞伎上演の道具入れ）が残されていることから、それ以前よりこの地で地歌舞伎が演じられていたと考えられる。安政3年（1856年）から明治年間の台本も、数多く残されている。 
祢津地域に歌舞伎が根付いた背景として、江戸幕府の旗本である久松家の領地であり、周辺の農村より江戸町文化を色濃く吸収したのではないかといわれている。祢津日吉神社宝物庫に保存されている歌舞伎上演に関わる記録文書の中には、明治・大正期の芝居興行願いや許可申請書の一部が遺されており、生活が困窮する中でも地元住民が資金を出し合って興行を行った様子がうかがえる。
第二次世界大戦の頃には舞台の破損が深刻化し、役者をつとめる男性が徴兵されるなどの事情もあって上演が中断した。のちに地芝居文化を守ろうという区民の努力により、歌舞伎舞台の修復と保存会の復活が決定し、1988年にこけら落とし公演「伽羅先代萩」の上演が行われた。以降、毎年継続して上演が行われている。
歌舞伎舞台の保存と地歌舞伎の継承を通して、郷土文化の創造と発展を期することを目的に設立された「東町歌舞伎保存会」は、1996年には東御市の無形民俗文化財に指定された。東町区民全戸が保存会の会員であり、毎年4月29日には定期公演を開催している。1996年9月21日・22日には、東部町発足40周年の記念企画として「全国地芝居サミット・イン・とうぶ」が開催され、東町歌舞伎舞台を主会場として女歌舞伎「伽羅先代萩」を上演した。
2017年には東町舞台建築200年記念公演を開催するととともに、東町区・東町歌舞伎保存会による『舞台建築二〇〇周年記念誌　祢津東町歌舞伎のあゆみ』が発行されている。 

### 東町の歌舞伎舞台

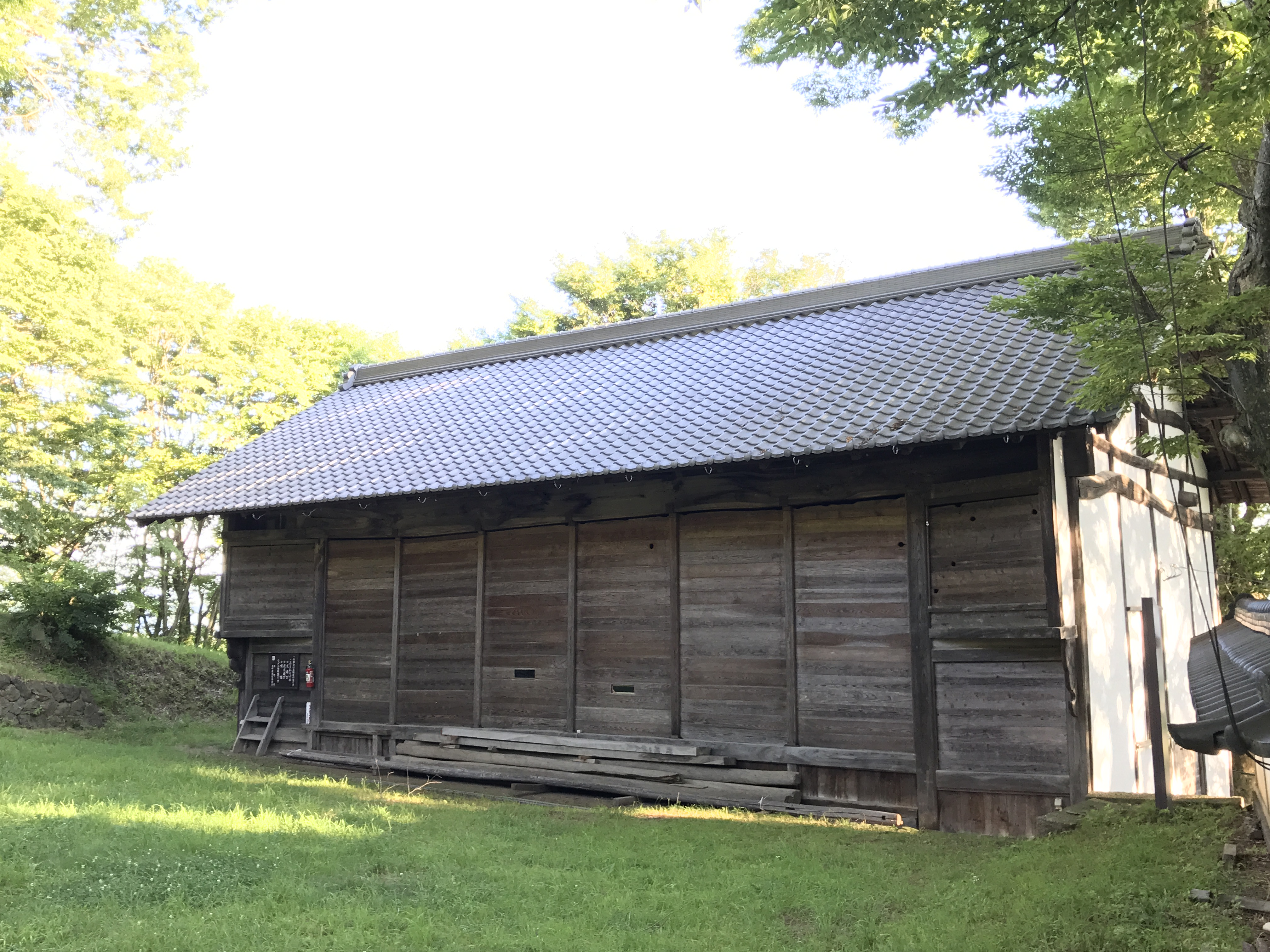
祢津東町歌舞伎舞台

祢津日吉神社の境内に現存する歌舞伎舞台。文化14年（1817年）頃に建立され、1990年に県の有形民俗文化財に指定されている。切妻造木造平屋建で、中心には奈落部分があり、心棒に交差した腕木を押し回して回転させる仕組みになっている。回り舞台の装置や遠見用の窓など、農村歌舞伎の発達史上からも貴重な舞台である。
桟敷席（見物席）の前方はなだらかな形状の芝生が広がり、奥は階段状に構築されスタンド式になっている。舞台に向かって弧を描く扇型になっており、観る人本位に地取りされた歌舞伎舞台といえる。

### 祢津小学校子ども歌舞伎クラブ
地域文化の継承と歌舞伎の担い手を育成すべく、祢津東町歌舞伎保存会と東御市立祢津小学校が連携し、1998年に発足した。4年生以上の有志児童が所属し、公民館の祭りや校内発表を経て、集大成として祢津東町歌舞伎で公演を行う。6年生は小学校卒業後の4月に行われる歌舞伎公演で引退する。指導には保存会役員と教員が協力してあたり、後進の育成に努めている。
クラブ設立のきっかけは、東町歌舞伎を観た祢津小学校の校長や教員が「こんな素晴らしい舞台で子どもたちも歌舞伎ができないだろうか」と考えたことによる。顧問教諭が保存会に指導と育成を打診し、その熱心さに心を打たれた保存会役員が指導役を引き受けた。クラブ発足初年度は10人の児童が加入し、第一回公演「勧進帳」を上演した。なお、台本は子どもたちが演じやすいように一部手直ししている。設立当初は予算がなかったため衣装などは手作りで、背景も段ボールに絵を描いた簡素なものであった。現在は衣装やかつらに加えて、小道具や背景幕なども立派に整えられている。
 2018年までに上演された演目は「勧進帳」「土蜘蛛退治」「伽羅先代萩」「義経千本桜」「白波五人男」「忠臣蔵」である。2014年には長野市のホクト文化ホールでの大舞台公演も行った。

## 祢津煎餅
2013年、祢津東町歌舞伎の上演にあわせて、しばらく生産中止となっていたため「幻のせんべい」と呼ばれるようになっていた祢津煎餅が復活し、頒布された。